# Killer Barbies
Killer Barbies è un gruppo musicale spagnolo di genere punk rock, guidato dalla cantante e chitarrista Silvia Superstar (vero nome Silvia Garcia Pintos).

## Storia delle Killer Barbies
Le Killers Barbies nacquero a Vigo (Spagna) nel 1994, e nel 1995 uscì il loro primo album dal titolo Dressed To Kiss per la Subterfuge Records.
Nel 1996 la band partecipò al film diretto da Jess Franco Killer Barbys che vide poi un seguito nel secondo film del 2004 dal titolo Killer Barbys vs. Dracula. Nell'occasione il nome del gruppo fu ritoccato ("Killer Barbys" anziché "Killer Barbies") perché la Mattel non concesse di usare quello originale.
Nel 2004 la canzone Have Fun è usata per l'entrata di Candy Cane nel gioco Rumble Roses e nello stesso gioco, in un'intervista Candy afferma di far parte del gruppo punk Le Killer Bambies. A questo seguirono la canzone Crazy! che fu usata in Rumble Roses XX per l'entrata del team Cane/Spencer e le canzoni Baby With Two Heads e Down the Street fanno parte della colonna sonora di FlatOut.

## Formazione attuale
- Silvia Superstar
- Billy King
- Doctor Muerte
- Godzilla

## Ex componenti
- Santai-Santai
- De Yogui Bear
- Dr. Gonzo
- Super bingo
- Kabuto Jr
- Maxter Man
- Jeyper Man
- Blue Demon

## Discografia

### Album
- 1994 - Maqueta (demo)
- 1995 - Dressed to Kiss
- 1996 - ...Only for Freaks!
- 1998 - Big Muff
- 1999 - Intoxication
- 1999 - Fucking Cool
- 2000 - Bad Taste
- 2001 - Gente Pez
- 2003 - Sin Is In (2003)

### Singoli e EP
- I Wanna Live In Tromaville - Singolo(1994)
- Elvis Live - Singolo(1994)
- Comic Books - Singolo(1994)
- Killer Barbies/Aneurol 50 Split - Singolo(1995)
- Love Killer - Singolo(1996)
- Freaktown - Singolo(1996)
- Attack of the Killer Barbies - EP(1997)
- Crazy - Singolo(1997)
- Mars - Singolo(2000)
- Downtown - Singolo(2000)
- Gente Pez - Singolo(2001)
- Candy - Singolo(2002)